# Отвличане от сарая
„Отвличане от сарая“ (на немски: Die Entführung aus dem Serail) е зингшпил на немски език в 3 действия от Волфганг Амадеус Моцарт, вписан под номер 384 в Каталога на Кьохел (KV 384 или K. 384).
Операта е създадена по поръчка на самия император Йозеф II. Либретото на Готлиб Щефани се основава на това на „Белмонт и Констанце или Отвличането от сарая“ на Кристоф Фридрих Брецнер за едноименната опера на Йохан Андре година по-рано. Премиерата се състои на 16 юли 1782 г. в Императорския театър във Виена под диригентството на Моцарт и е посрещната с голям успех.
Действието на операта се развива в двореца на Селим паша. Принц Белмонте иска да спаси любимата си Констанце, която е в харема му като наложница. Приятелят му Педрило му обяснява как Констанце и нейната прислужница Блонде са попаднали в харема – пирати превземат кораба и пленяват всички на борда. Педрило съставя находчив и умен план как да спасят девойките. Четиримата правят опит да избягат, но биват заловени. Пашата обаче се оказва великодушен и благороден и освобождава героите.

## Действащи лица
| Роля                                                           | Глас        | Актьори в първото представление (16 юли 1782 г.) (дир. Моцарт) |
| -------------------------------------------------------------- | ----------- | -------------------------------------------------------------- |
| Белмонте, испански благородник                                 | тенор       | Валентин Адамбергер                                            |
| Констанце (или Констанца), годеница на Белмонте                | сопран      | Катерина Кавалиери                                             |
| Блонде (или Блонда), английска камериерка на Констанце         | сопран      | Терезе Тайбер                                                  |
| Педрило, слуга на Белмонте и надзирател на градината на пашата | тенор       | Йохан Ернст Дауер                                              |
| Осмин, надзорник на пашата                                     | бас         | Лудвиг Фишер                                                   |
| Паша Селим, пашата                                             | речева роля | Доминик Яуц                                                    |
| Клаас, корабчия                                                | речева роля | неизвестно                                                     |
| Хор на еничарите                                               |             |                                                                |

## Строеж
В „Отвличане от сарая“ има общо 21 музикални номера - арии, солистични и камерни ансамбли. Те следват номерацията, залегнала в оригиналната партитура. Тъй като "Отвличане от сарая" не претърпява редакции след премиерата, първоначалната номерация е запазена и до днес. Заглавията, както навсякъде в оперната практика, с изключение на отделни оперни фрагменти, използват първата фраза в текста на съответния музикален номер.

### Първо действие
- Увертюра;
- № 1: Ария на Белмонте: Hier soll ich dich denn sehen („Тук най-после ще се видим“);
- № 2: Песен и дует на Осмин и Белмонте: Wer ein Liebchen hat gefunden („С девойче любимо който се сдобие“);
- № 3: Ария на Осмин: Solche hergelauf'ne Laffen („Такива нахални пришълци");
- № 4: Речитатив и ария на Белмонте: Konstanze! dich wiederzusehen, dich! / Oh wie ängstlich, oh wie feurig!  („Пак, пак ще те зърна, Констанце! / "Колко плахо, колко пламенно бие влюбеното ми сърце!“);
- № 5: Хор на еничарите: Singt dem großen Bassa Lieder („Възпейте пашата, великия и славния“);
- № 6: Ария на Констанце: Ach, ich liebte, war so glücklich („Ах, обичах аз и бях така щастлива“);
- № 7: Трио на Белмонте, Педрило и Осмин: Marsch! Marsch! Marsch! trollt euch fort! („Марш, марш, марш оттук! Изчезвайте веднага!“).

### Второ действие
- № 8: Ария на Блонде: Durch Zärtlichkeit und Schmeicheln („Чрез ласка и милувка“);
- № 9: Дует на Блонде и Осмин: Ich gehe, doch rate ich dir („На тръгване те аз съветвам“);
- № 10: Речитатив и ария на Констанце: Welcher Wechsel herrscht in meiner Seele („Каква промяна в душата ми се възцари“);
- № 11: Ария на Констанце: Martern aller Arten („Козни всевъзможни“);
- № 12: Ария на Блонде: Welche Wonne, welche Lust („Какво блаженство, каква радост“);
- № 13: Ария на Педрило: Frisch zum Kampfe! Frisch zum Streite! („Смело в борби, стремглаво в битки!“);
- № 14: Дует на Педрило и Осмин: Vivat Bacchus! Bacchus lebe! („Слава на Бакхус, да е жив и здрав!“);
- № 15: Ария на Белмонте: Wenn der Freude Tränen fließen („Когато рукнат сълзи радостни“);
- № 16: Квартет на Констанце, Блонде, Белмонте и Педрило: Ach, Belmonte! Ach, mein Leben! („Ах, Белмонте, живот мой!“).

### Трето действие
- № 17: Ария на Белмонте: Ich baue ganz auf deine Stärke („На твоите достойнства аз разчитам“);
- № 18: Романс-серенада на Педрило: In Mohrenland gefangen war („В Мавритания пленница живяла);
- № 19: Ария на Осмин: O, wie will ich triumphieren („О, как само ще възтържествувам“);
- № 20: Речитатив и дует на Констанце и Белмонте: Welch ein Geschick! o, Qual der Seele! („Каква участ - за душата истинско терзание!“);
- № 21: Водевил:
  - № 21.1. Констанце, Блонде, Белмонте, Педрило и Осмин: Nie werd' ich deine Huld verkennen („Не ще забравя нивга добротата ти“);
  - № 21.2. Хор на еничарите: Bassa Selim lebe lange! („Жив да е пашата ни Селим!“).